# Danielle Bregoli
Danielle Preskowitz Bregoli, känd som Bhad Bhabie, född 26 mars 2003 i Boynton Beach i Florida, USA, är en amerikansk rappare, låtskrivare och internetpersonlighet. Hon skapade rubriker i USA efter att ha varit med i ett avsnitt av Dr. Phil i september 2016, där hennes aggressiva beteenden och beslut att stjäla mammans bil diskuterades. Hon blev känd för catchfrasen ”Catch me outside, how about that?” (”Vad sägs om att göra upp utanför?”), som riktades till hennes mamma. Hennes dialekt fick det att låta som ”Cash me ousside, howbow dah?” Hon skickades till programmet Turnabout Ranch i Escalante, Utah, och gjorde sedan ett återbesök med mamman i Dr Phil inför tom publik där hon uttryckte sig positivt om programmet och fick beröm från en ansvarig person på programmet. Sedan dess har hon lagt upp videor på Youtube där hon kritiserar programmet för dåliga förhållanden för patienterna.